# 대명역
대명역(Daemyeong station, 大明驛)은 대한민국 대구광역시 남구 대명로에 있는 대구 도시철도 1호선의 지하철역이다.

## 특징
역명과 달리 대명동 중심가와는 거리가 있는 역이며, 역 주변은 남대구세무서 및 대구공공시설관리공단, 그리고 역 남쪽의 대명로14길 일대 재건축 구역을 제외하면 거의 저층 주택가라서 이용객이 적은 편이다. 대명동의 중심가는 서부정류장역, 안지랑역, 영대병원역 쪽에 많이 발달되어 있어 이쪽 역들의 이용객이 더 많다.

## 역명의 유래
이곳은 원래 대구부 상수서면의 지역이었으며, 임진왜란 때 명나라의 장수 이여송을 따라서 조선에 파견된 두사충(杜師忠)이 이곳에 살면서 고국을 생각하면서 "대명"이라는 지명을 붙였다고 한다.

## 역사
- 1997년 11월 26일 : 대구 도시철도 1호선 개통과 함께 영업 개시
- 2017년 5월 6일 : 스크린도어 설치

## 역 구조
2면 2선의 곡선 상대식 승강장이 있는 지하 역이며, 승강장 벽면 색상은 빨간색이다. 스크린도어가 설치되어 있다.
이 역은 곡선 승강장이기 때문에 승강장과 열차 사이의 단차가 있으므로 내리거나 탈 때 주의해야 한다.

### 승강장
| 서부정류장 ↑ |
| \| 상        |
| ↓ 안지랑     |

| 상행 | ● 대구 도시철도 1호선 | 서부정류장·상인·설화명곡 방면 |
| 하행 | ● 대구 도시철도 1호선 | 반월당·중앙로·안심·하양 방면  |

- 승강장 번호는 없다.
- 대합실을 통해, 반대편 승강장으로 이동이 가능하다.

## 역 주변
| 나가는 곳 | 방면 |
| --------- | --- |
| 1         | 대명10동경로당 삼아맨션 우방코스모스맨션 IM뱅크 성명지점 달성교육청 대구광역시 시설관리공단 남대구 세무서 삼정비취맨션                                                         |
| 2         | 성명치안센터 대명6동행정복지센터 우방뉴코스모스맨션 우방코스모스맨션 노벨어린이집                                                                                              |
| 3         | 대명초등학교 중앙시장 국민건강보험공단 대구남부지사 대구광역시교원단체총연합회 대한노인회남구지회 새마을금고 남구희망점 홈플러스 남대구점 보림유치원 사회복지법인 대명어린이집 |
| 4         | 대명10동행정복지센터 안지랑우체국 아진맨션 대구카톨릭대학병원 농협 농협중앙회 대명동지점                                                                                       |

## 승차량 변동
대명동 구간은 이용 빈도가 썩 많지 않은 편이었으나, 최근 승객이 점차 증가하고 있다. 2020년에는 대명역 4번 출구 인근에 위치한 신천지예수교 증거장막성전 소속 교회당인 신천지예수교회 다대오지성전이 대구광역시와 경상북도를 중심으로 일어난 대한민국의 코로나19 범유행의 진원지 가운데 하나로 알려지면서 이용객 수가 일시적으로 줄어들기도 했다.
| 노선  | 승차 인원 | 승차 인원 | 승차 인원 | 승차 인원 | 승차 인원 | 승차 인원 | 승차 인원 | 승차 인원 | 승차 인원 | 승차 인원 | 주석  |
| 노선  | 1997년    | 1998년    | 1999년    | 2000년    | 2001년    | 2002년    | 2003년    | 2004년    | 2005년    | 2006년    | 주석  |
| ----- | --------- | --------- | --------- | --------- | --------- | --------- | --------- | --------- | --------- | --------- | ----- |
| 1호선 | 2,406     | 2,707     | 2,762     | 미공개    | 2,701     | 2,774     | 1,658     | 2,610     | 2,688     | 3,318     | [ 6 ] |
| 노선  | 2007년    | 2008년    | 2009년    | 2010년    | 2011년    | 2012년    | 2013년    | 2014년    | 2015년    | 2016년    |       |
| 1호선 | 3,168     | 3,169     | 3,094     | 3,029     | 3,412     | 3,612     | 3,840     | 3,909     | 4,024     | 4,379     | [ 6 ] |
| 노선  | 2017년    | 2018년    | 2019년    | 2020년    | 2021년    | 2022년    |           |           |           |           |       |
| 1호선 | 4,660     | 4,916     | 5,211     | 2,458     |           |           |           |           |           |           |       |

## 인접한 역
| 대구 도시철도 1호선          | 대구 도시철도 1호선   | 대구 도시철도 1호선  |
| ---------------------------- | --------------------- | -------------------- |
| 123 서부정류장 설화명곡 방면 | ● 대구 도시철도 1호선 | 125 안지랑 하양 방면 |